# デローヴェレ
デローヴェレ（伊: Derovere）は、イタリア共和国ロンバルディア州クレモナ県にある、人口約300人の基礎自治体（コムーネ）。

## 地理

### 位置・広がり

#### 隣接コムーネ
隣接するコムーネは以下の通り。
- カッペッラ・デ・ピチェナルディ
- チェッラ・ダーティ
- チンジャ・デ・ボッティ
- ピエーヴェ・サン・ジャコモ
- トッレ・デ・ピチェナルディ (カ・ダンドレーア)

### 気候分類・地震分類
気候分類では、zona E, 2389 GGに分類される。
また、イタリアの地震リスク階級 (it) では、zona 3 (sismicità bassa) に分類される
。

## 行政

### 分離集落
デローヴェレには、以下の分離集落（フラツィオーネ）がある。
- Ca' de' Bonavogli, Cà de' Cervi, Casalorzo Boldori, Casalorzo Geroldi